# Ayako Moriya
Ayako Moriya (in giapponese: 守谷 絢子 Moriya Ayako), nata Principessa Ayako di Takamado  (in giapponese: 絢子女王 Ayako Joō), (Tokyo, 15 settembre 1990), è la terza figlia di Norihito, principe Takamado e di sua moglie Hisako.
Il 29 ottobre 2018 si è sposata con Kei Moriya, un cittadino comune. Di conseguenza, ha perso il suo titolo imperiale e lasciato la famiglia imperiale del Giappone, nonché la residenza nel Palazzo, come richiesto dalla legge.

## Biografia
Ayako di Takamado è nata a Tokyo il 15 settembre 1990 ed è il primo membro della famiglia imperiale ad essere nato nel periodo Heisei, ovvero nel regno dell'imperatore Akihito.

### Educazione

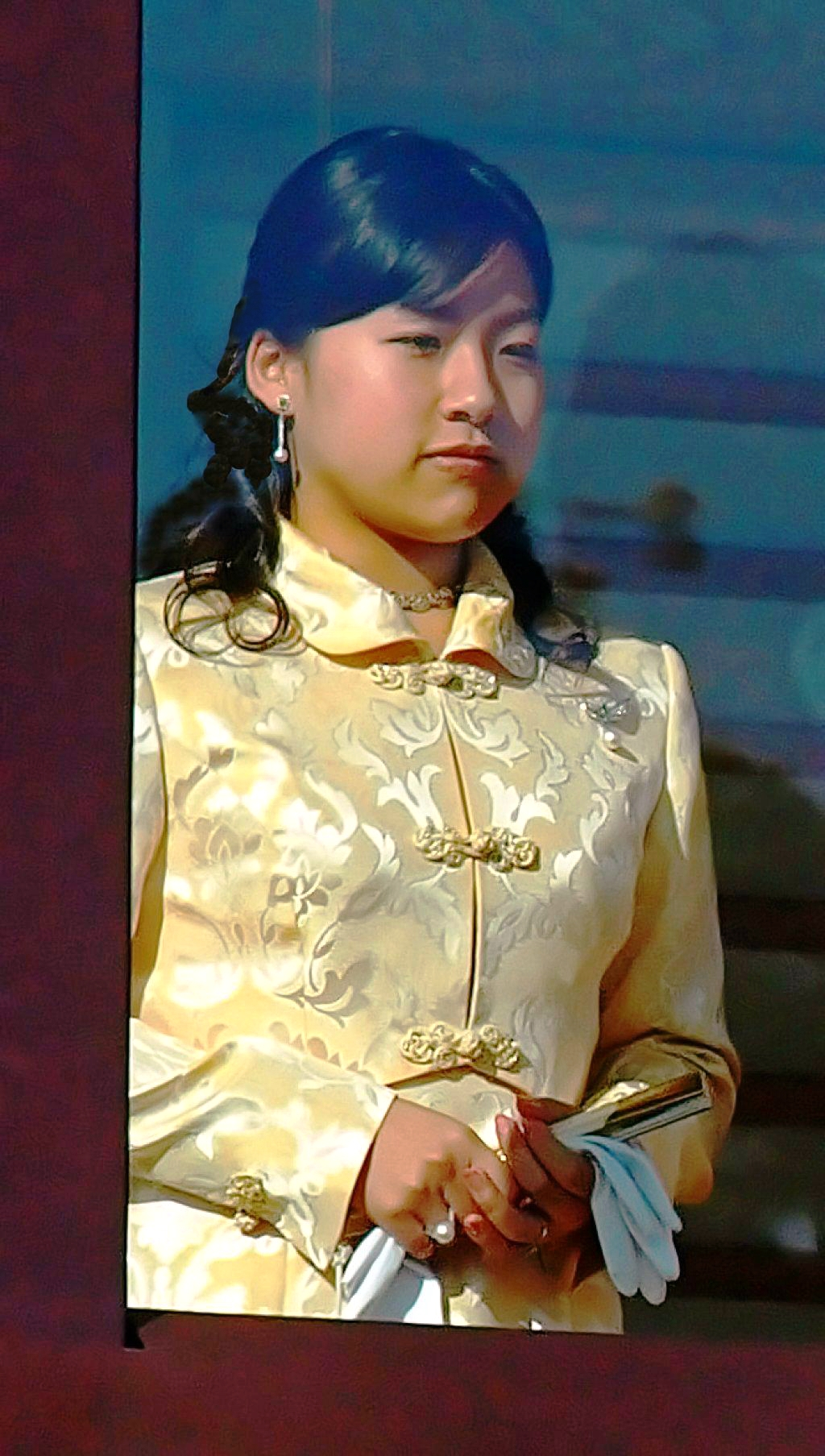
La principessa alle celebrazioni del nuovo anno il 2 gennaio 2011.

La principessa Ayako ha frequentato le scuole elementari, medie e superiori all'istituto Gakushūin. Nel 2007, mentre studiava nella scuola superiore femminile, ha visitato la Nuova Zelanda in un programma sponsorizzato dalla famiglia. Nell'aprile del 2009, si è iscritta nella facoltà di studi dei lavori sociali dell'Università Internazionale Josai.
Nel 2010 e nel 2011 la principessa ha fatto due brevi visite al Camosun College di Victoria, in Canada, come parte del tour di scambio del suo ateneo. Nel marzo del 2013, si è laureata ed è stata accettata nella scuola di specializzazione. Nel settembre successivo, è tornata al Camosun College per iniziare gli studi intensivi di inglese. Ha completato i suoi studi presso nell'aprile del 2015. Ha poi trascorso del tempo presso l'Università della Columbia Britannica, prima di tornare in Giappone nel mese di agosto successivo. 
Il 16 marzo 2016, ha conseguito un master in benessere sociale presso l'Università Internazionale Josai. Attualmente è una ricercatrice presso l'Università Internazionale Josai nella facoltà di studi dei lavori sociali.

### Matrimonio
Il 12 agosto 2018 si è ufficialmente fidanzata con Kei Moriya, uomo d'affari che lavora per la società di navigazione Nippon Yusen.
Il matrimonio è stato celebrato con rito shintoista il 29 ottobre 2018 nel Santuario Meiji. Il 31 ottobre ha avuto luogo il banchetto di nozze ufficiale presso l'Hotel New Otani di Tokyo, a cui hanno partecipato anche i membri della famiglia imperiale. Il governo ha deciso di concedere alla coppia un unico assegno di 107 000 000 di yen (840 000 euro circa).
Dopo il matrimonio, Ayako ha perso il suo status di altezza imperiale e principessa. Questo cambiamento viene prescritto dalla legge della casa imperiale del 1947, che richiede alle femmine della famiglia imperiale di abbandonare il loro titolo di nascita, l'adesione ufficiale alla famiglia imperiale e l'indennità da parte dello Stato con il matrimonio con un uomo comune. Per la prima volta le è stato concesso di mantenere dei privilegi imperiali e continuare a rappresentare come "patrono onorario" la Canada-Japan Society e la Japan Sea Cadet Federation, due presidenze ereditate dalla madre Hisako. L'agenzia ufficiale della famiglia imperiale giapponese ha smentito di aver contribuito attivamente a questa scelta e la giustifica come "accordi privati tra la principessa e le due organizzazioni".
Il 17 novembre 2019 a Tokyo è nato il suo primo figlio, Jō Moriya, all'Aiiku Hospital di Tokyo. Ha dato alla luce il suo secondo figlio il 1 settembre 2022.

## Titoli e trattamento
- 15 settembre 1990 . 29 ottobre 2018: Sua Altezza Imperiale la principessa Ayako di Takamado
- dal 29 ottobre 2018: Mrs. Kei Moriya